# Declan John
Declan Christopher John (* 30. Juni 1995 in Merthyr Tydfil) ist ein walisischer Fußballspieler. Der Linksverteidiger steht aktuell beim FC St. Mirren in Schottland unter Vertrag.

## Karriere

### Verein
Declan John wurde im Jahr 1995 in Merthyr Tydfil etwa 37 km nördlich der walisischen Hauptstadt Cardiff geboren. Dort begann er seine Karriere bei Cardiff City. Am 14. August 2012 gab er für den Verein sein Profidebüt im Ligapokal gegen Northampton Town. Am 5. Januar 2013 folgte sein zweiter Einsatz in der Profimannschaft gegen Macclesfield Town im englischen Pokal. Ein Jahr nach seinem Profidebüt kam John erstmals in einem Ligaspiel zum Einsatz, als er gegen West Ham United spielte. John stieg am Ende der Saison 2013/14 mit Cardiff City als Tabellenletzter aus der Premier League ab. Dabei lief John unter drei verschiedenen Trainern (Malky Mackay, David Kerslake und Ole Gunnar Solskjær) in 20 Partien auf. Nach dem Abstieg kam er unter Solskjær sowie seinem Nachfolger Russell Slade nur noch selten zum Einsatz. Von März bis April 2015 wurde er daher an den FC Barnsley und von Februar bis April 2016 an den FC Chesterfield verliehen. Im August 2017 wurde der 22-Jährige nach Schottland an die Glasgow Rangers verliehen. Im Dezember 2017 wurde John von den Rangers fest verpflichtet. Im August 2018 wurde John vom walisischen Verein Swansea City verpflichtet. Nach wenigen Einsätzen wurde er im Januar 2020 an den AFC Sunderland verliehen, wo er jedoch nicht zum Einsatz kam. Danach wurde er an die Bolton Wanderers verliehen, welche ihn schließlich am 11. Juni 2021 fest verpflichteten. Nach einer Leihe zu Salford City in der Saison 2023/24 wechselte John im November 2024 zum FC St. Mirren.

### Nationalmannschaft
Declan John debütierte am 10. September 2012 in der walisischen U-19 bei einer 1:3-Niederlage gegen Deutschland in Kiel. Für die U-19 absolvierte John insgesamt acht Spiele und erzielte ein Tor. In seinen letzten beiden Spielen in dieser Altersklasse im November 2013 fungierte er gegen die Niederlande und Moldawien als Mannschaftskapitän. Am 5. März 2014 folgte sein Debüt in der U-21 gegen England. Bis zum Jahr 2016 kam er neunmal zum Einsatz. Bereits ein Jahr zuvor, im Oktober 2013 hatte John bereits in der A-Nationalmannschaft sein Debüt gegeben. Im Qualifikationsspiel für die Weltmeisterschaft 2014 gegen Mazedonien stand er die gesamten 90 Spielminuten auf dem Platz.

## Erfolge

### Cardiff City
- Englischer Zweitligameister: 2013